# بي أو في
بي أو في (بالصربوكرواتية:BOV) اختصار كلمة ناقلة جنود مدرعة (بالصربوكرواتية:Borbeno Oklopno Vozilo)
هي ناقلة جنود مدرعة يوغسلافية رباعية الدفع تأتي بعدة فئات مختلفة.

## الوصف
يتألف طاقم مركبة بي أو في من فردين هما الآمر والسائق ويمكنها نقل مايصل إلى ثمانية أفراد بكامل تجهيزاتهم، للمركبة 4 عجلات وهي ذات دفع رباعي وزودت بمحرك ديزل 6 إسطوانات بقوم 150 حصان بسرعة تصل إلى 95 كيلو متر بالساعة، درع البي أو في من الصلب بسمك يترواح ما بين 10 إلى 15 ملم.

## الاستخدام
صممت مركبة البي أو في لجمهورية يوغسلافيا الاشتراكية وخدمت في قوات الأمن الوطني والجيش على حد سواء، وتملك قوات الأمن الوطني الفئة إم المجهزة بالرشاشات وخراطيم المياة وقنابل الدخان وقاذف القنابل المسيلة للدموع لتفريق التجمعات ومكافحة الشغب.

## الفئات
تأتي ناقلة بي أو في بعدة فئات:

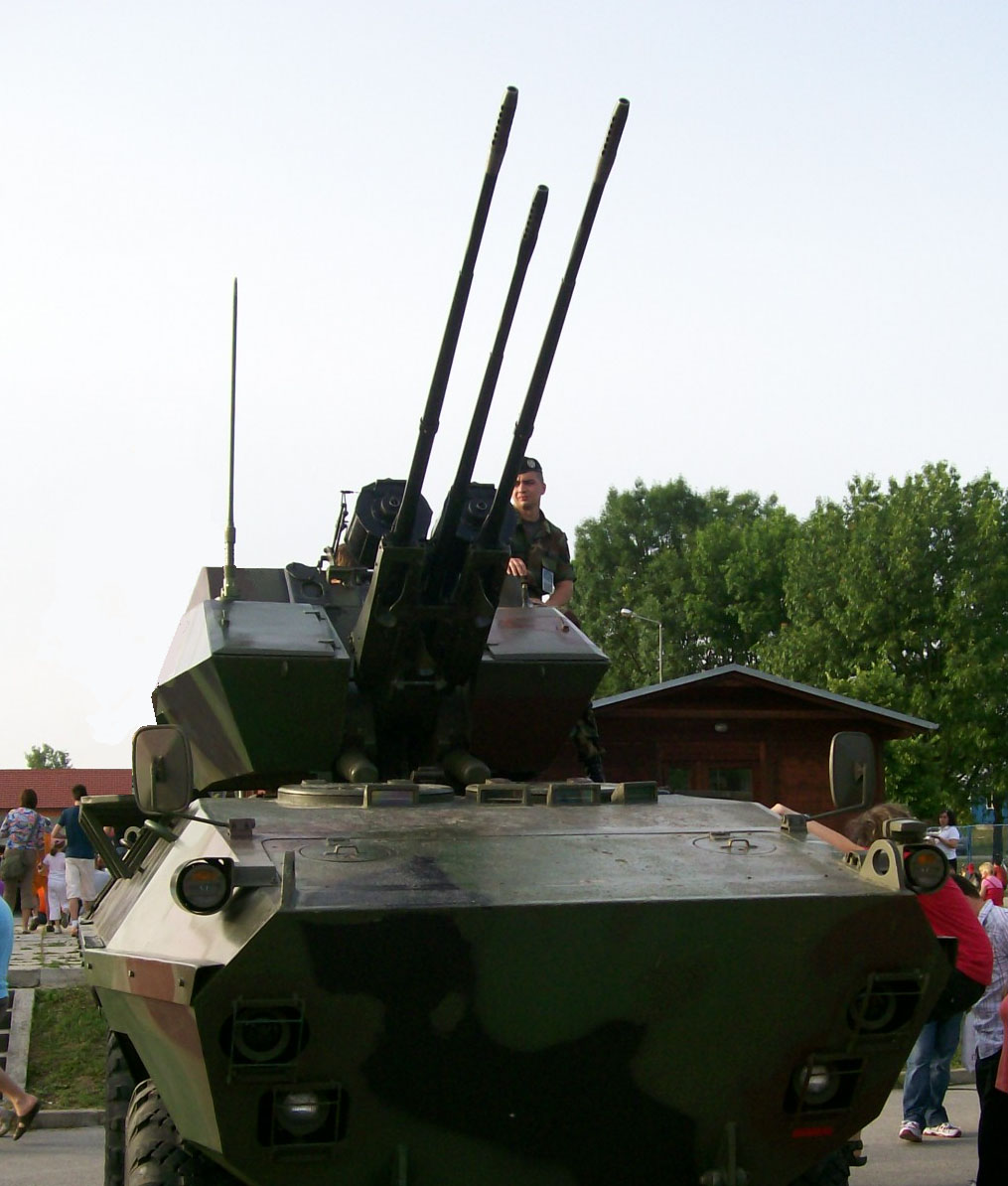
بي أو في-3

- بي أو في-1 مركبة مضادة للدروع مسلحة بـ 6 صواريخ ماليوتكا.
- بي أو في-3 مركبة دفاع جوي مسلحة بمدفع ثلاثي عيار 20 ملم مضاد للطائرات.
- بي أو في-إم مركبة لقوات الأمن الوطني مجهزة بمدفع رشاش وقنابل الدخان والغازات المسيلة للدموع
- بي أو في-في بي ناقلة جند مدرعة للشرطة العسكرية

## صور

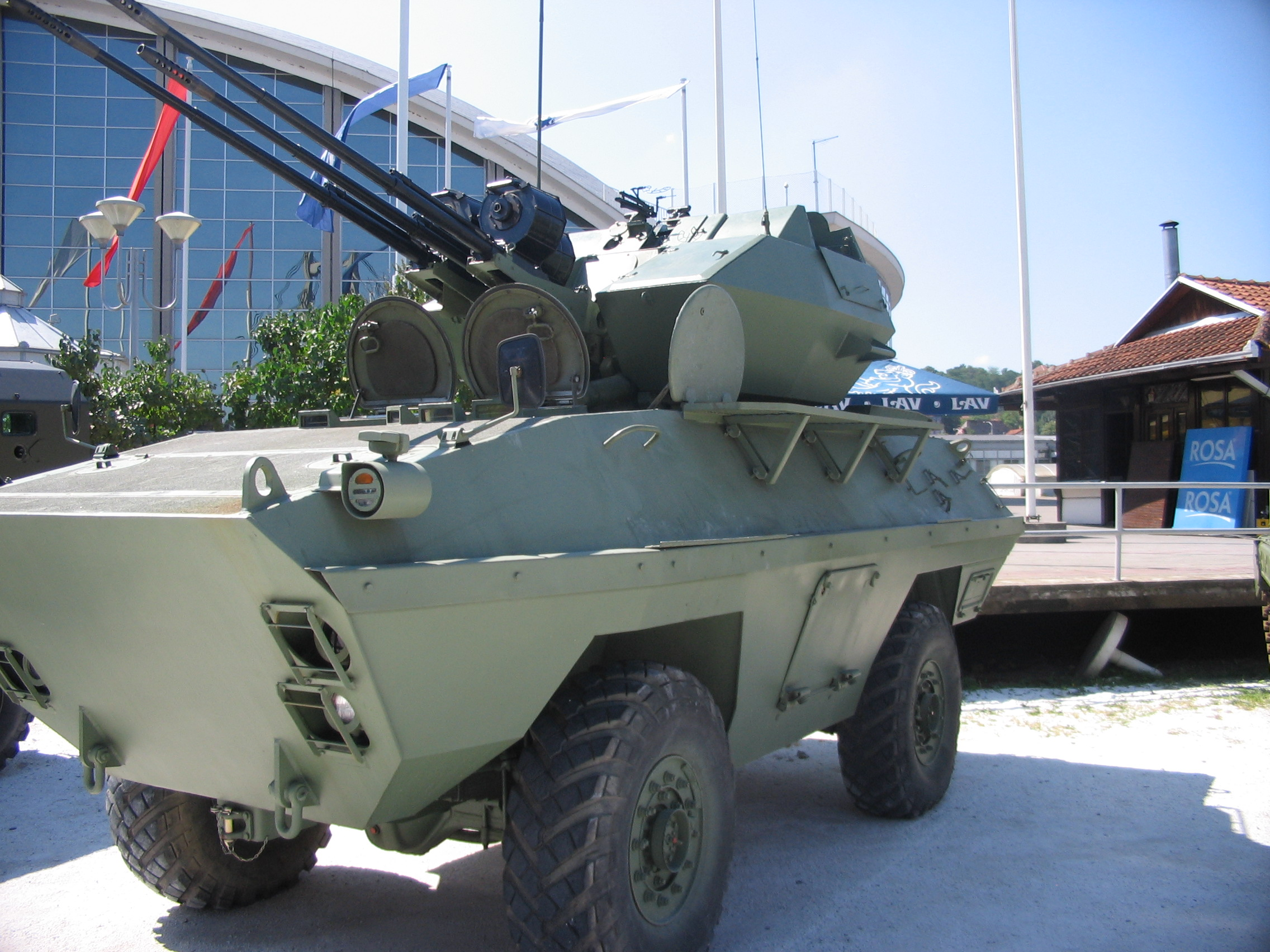
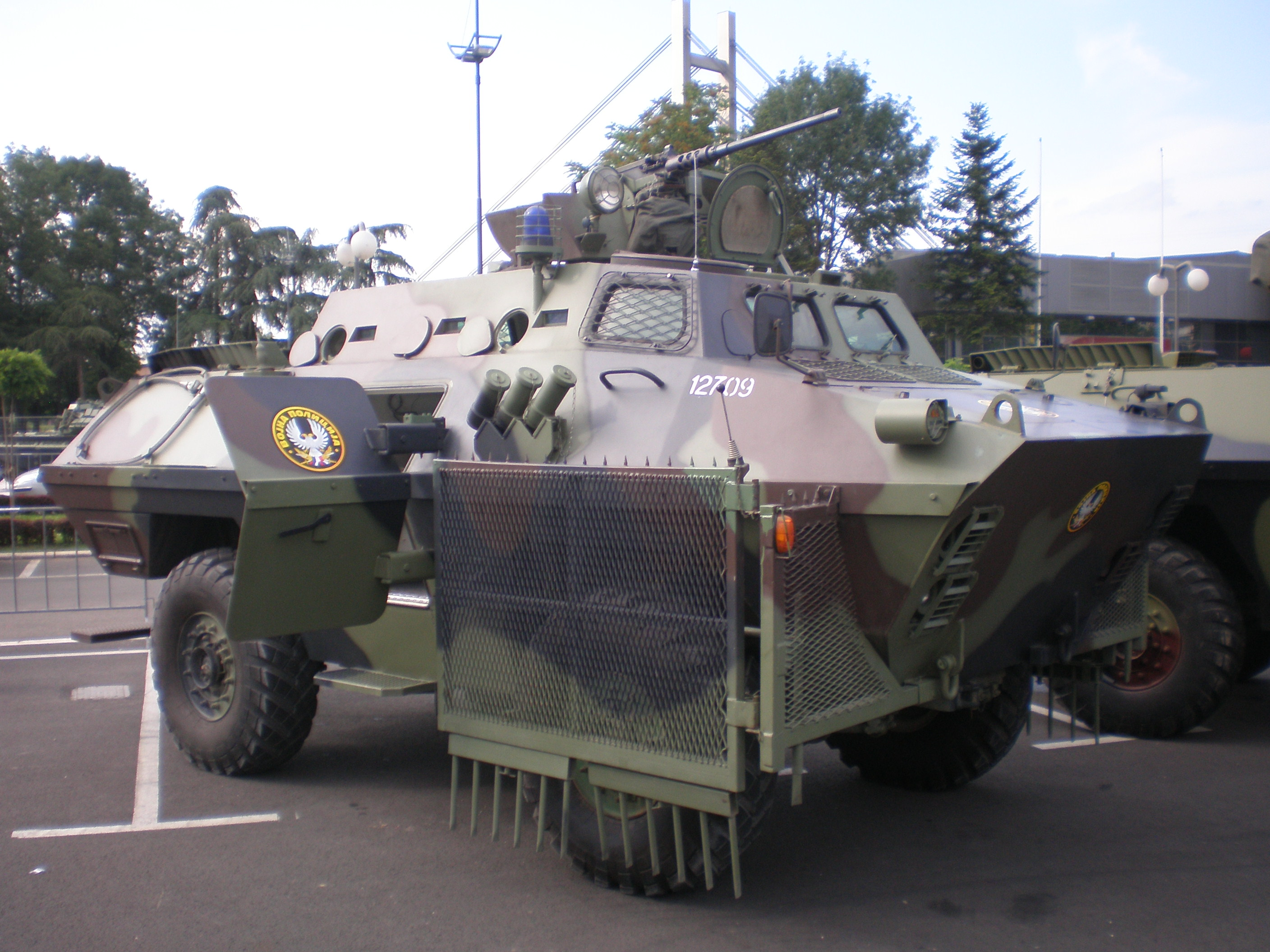
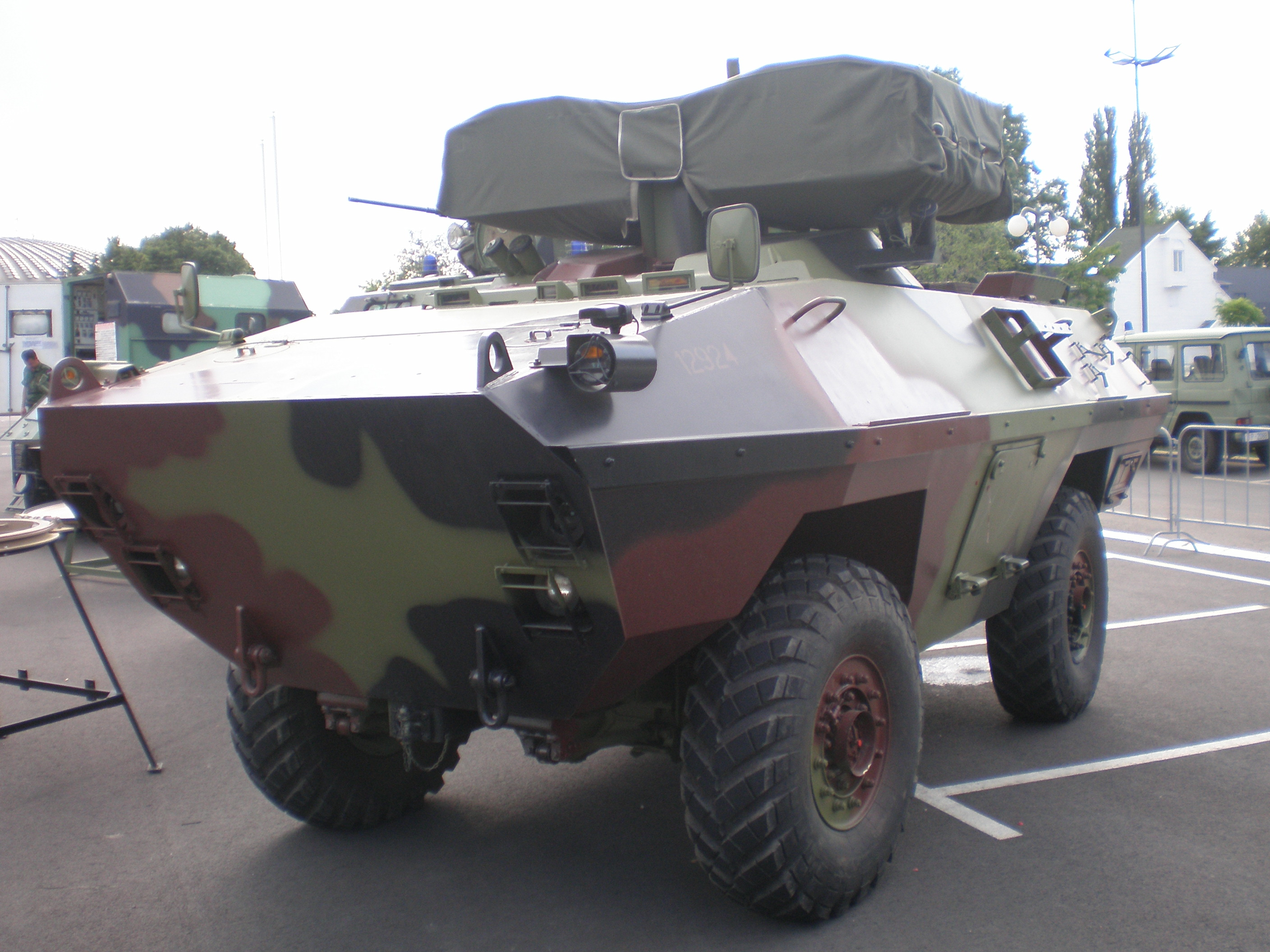
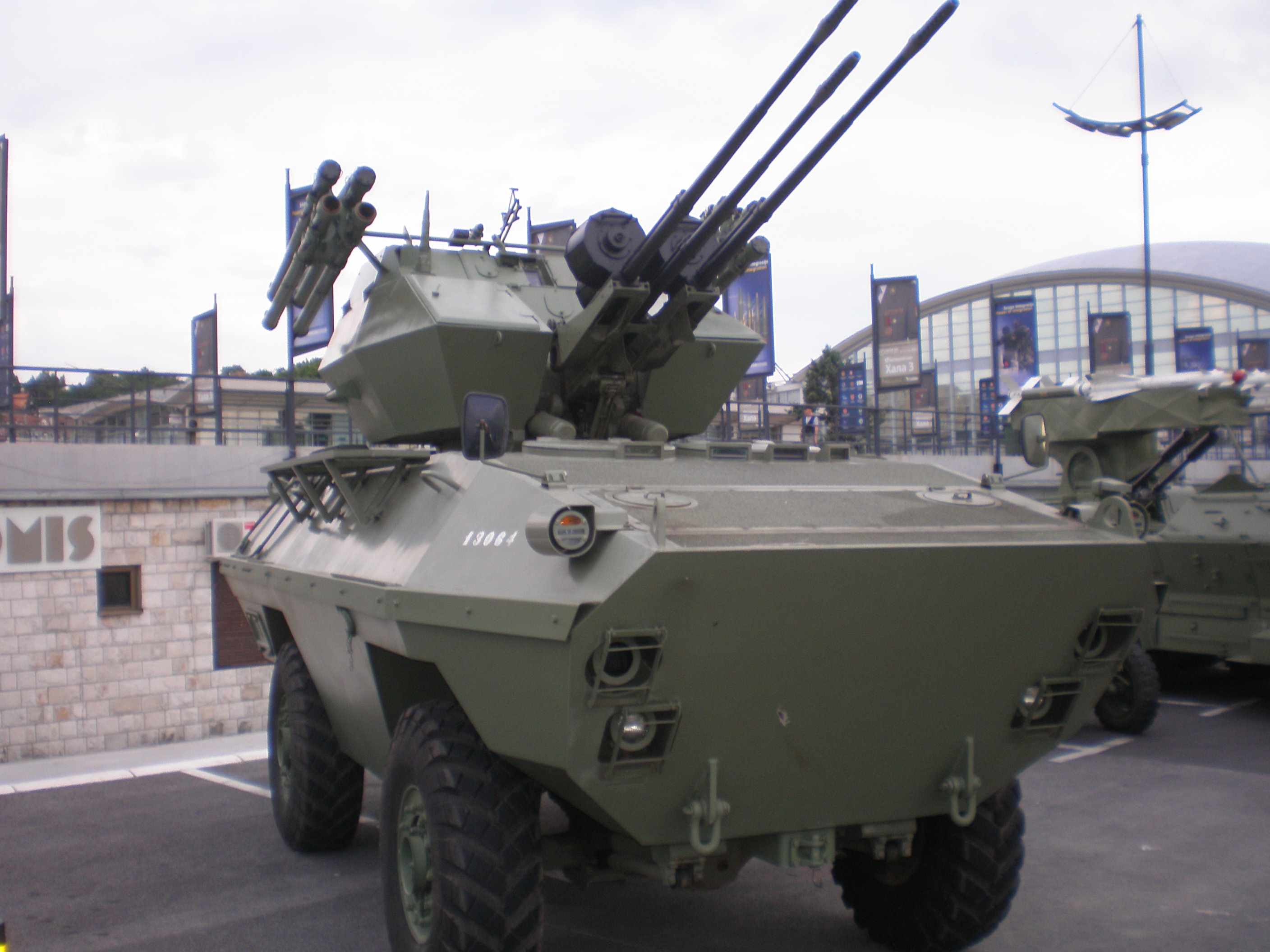
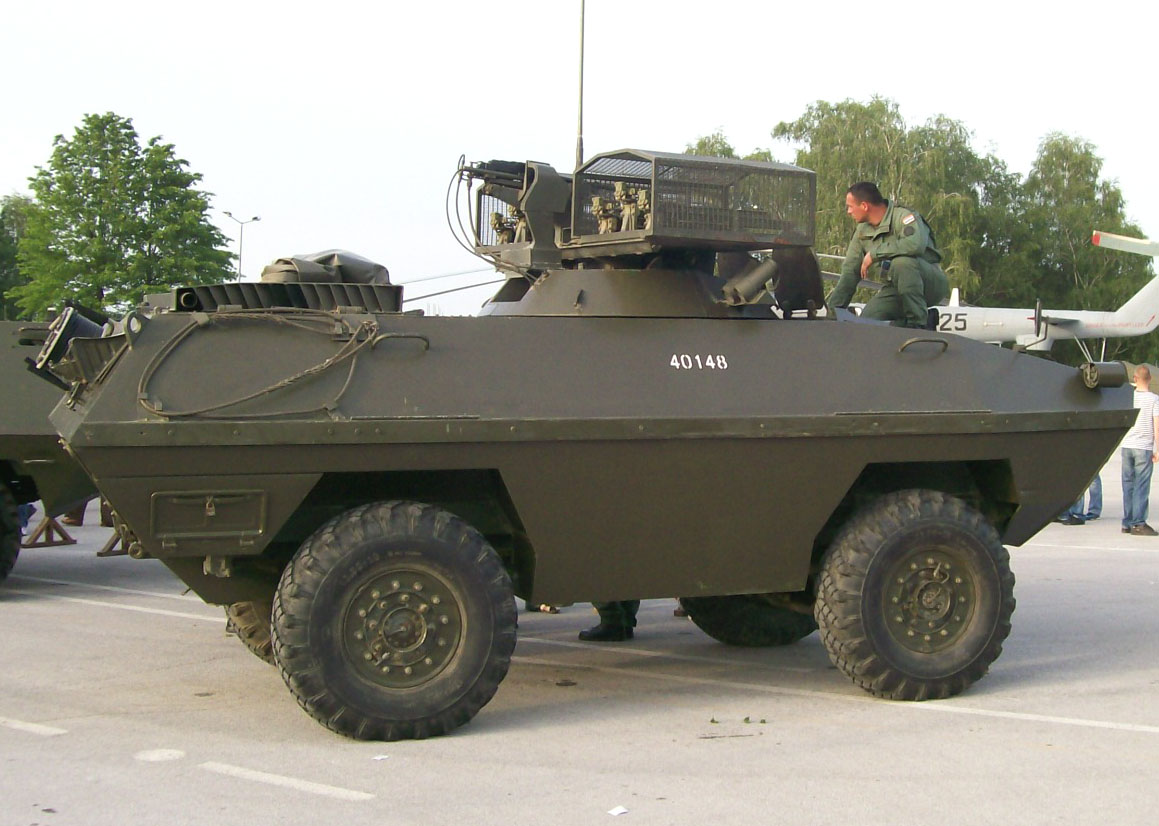
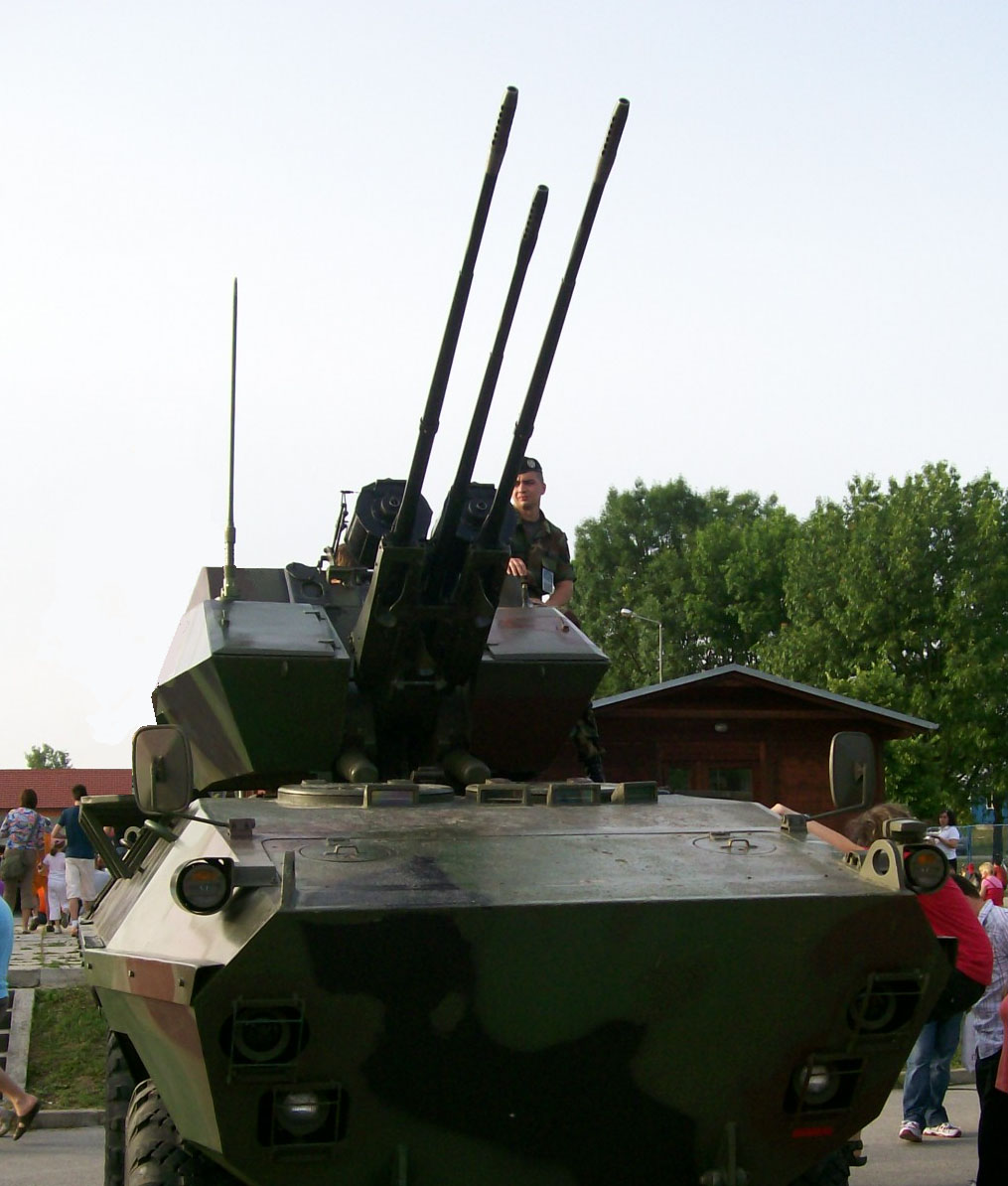
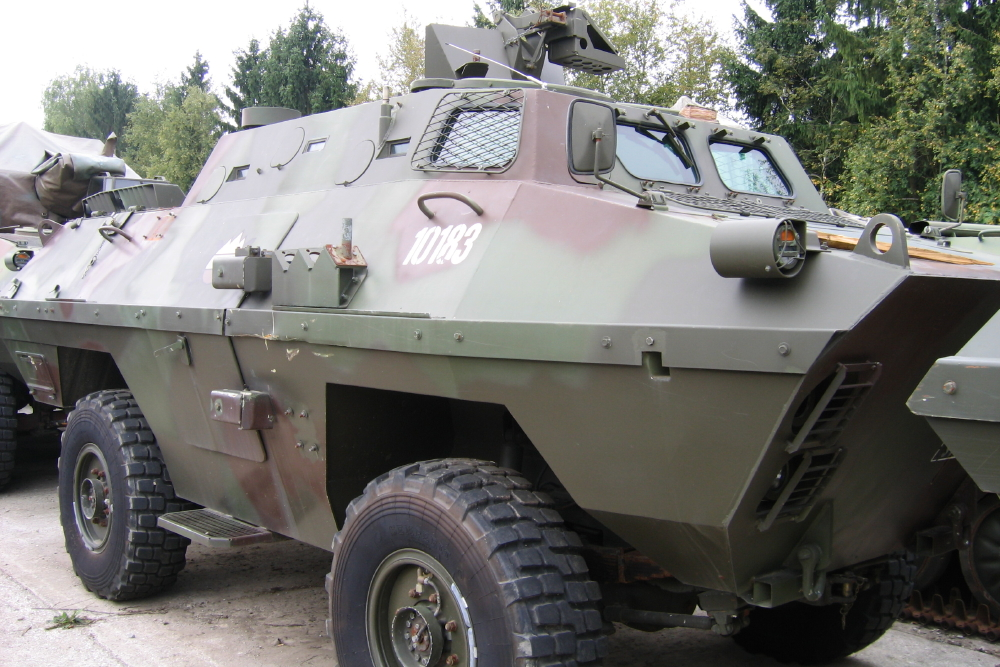
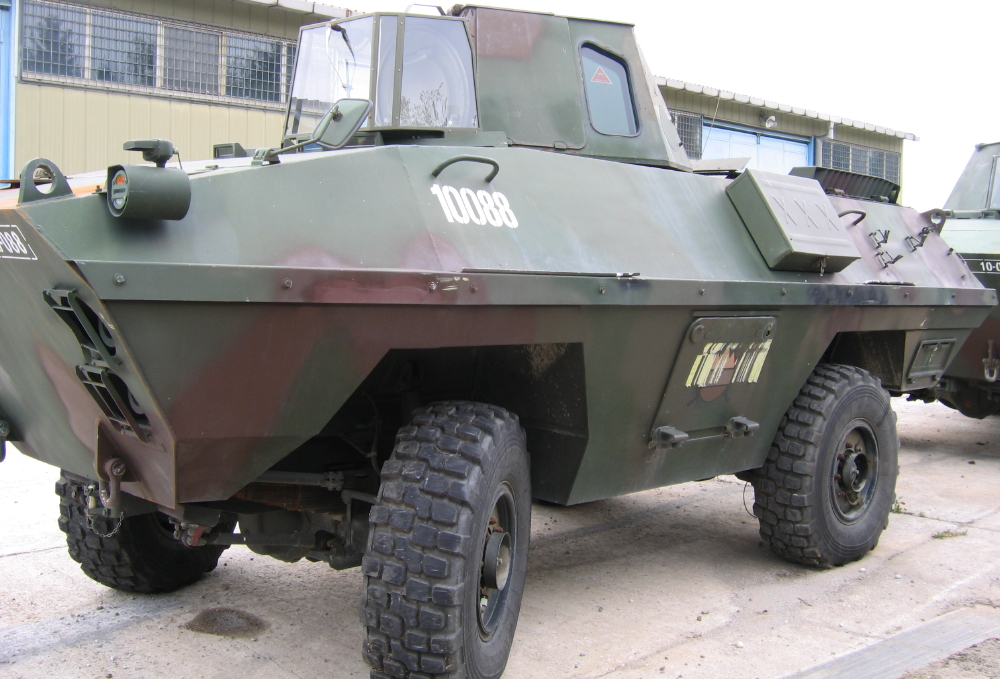

## المشغلون
- البوسنة والهرسك
- كرواتيا
- صربيا صربيا
- سلوفينيا
- يوغوسلافيا (سابقا)